# Camillo Gargano
Camillo Gargano (Ferrara, 30 gennaio 1942 – Lilla, 22 luglio 1999) è stato un velista italiano, vincitore di una medaglia nella classe star della vela, in coppia con Franco Cavallo, ai Giochi olimpici di Città del Messico 1968.

## Carriera
In carriera ha partecipato ad una edizione dei Giochi olimpici, a Città del Messico 1968.
Ha vinto il Campionato italiano del 1966 a Porto ercole classe Star con la barca Romance in coppia con Franco Cavallo e il Campionato italiano del 1968 a Livorno.
È stato socio del Circolo del Remo e della Vela di Napoli.

## Palmarès
| Anno | Manifestazione  | Sede              | Risultato | Gara        |
| ---- | --------------- | ----------------- | --------- | ----------- |
| 1968 | Giochi olimpici | Città del Messico | Bronzo    | Classe star |